# Yenikend (ort i Azerbajdzjan)
Yenikend (azerbajdzjanska: Yenikənd) är en ort i Azerbajdzjan.   Den ligger i distriktet Ağstafa Rayonu, i den västra delen av landet, 400 km väster om huvudstaden Baku. Yenikend ligger 315 meter över havet och antalet invånare är 2 596.
Terrängen runt Yenikend är huvudsakligen platt, men åt nordost är den kuperad. Närmaste större samhälle är Aghstafa, 4,8 km sydväst om Yenikend.
Trakten runt Yenikend består till största delen av jordbruksmark. Runt Yenikend är det ganska tätbefolkat, med 72 invånare per kvadratkilometer.